# Liste der Kunstwerke im öffentlichen Raum in Linz-Neue Heimat
Diese Liste der Kunstwerke im öffentlichen Raum in Linz-Neue Heimat enthält die vom Archiv der Stadt Linz gelisteten Kunstwerke im öffentlichen Raum im Stadtteil Neue Heimat.
Denkmäler, profane Skulpturen und Plastiken, sakrale Kleindenkmäler, Brunnen, Gedenktafeln oder Kunst am Bau wurden in die Listen aufgenommen, sofern sie dauerhaft installiert und vom Archiv der Stadt Linz als Kunst im öffentlichen Raum (Public Art) verzeichnet und mit einer eindeutigen Identifikationsnummer (ID) ausgestattet sind.

## Kunstwerke
| Foto |                 | Name                                                              | Typ                            | Standort                            | Künstler         | Datierung | Beschreibung | Metadaten |
| ---- | --------------- | ----------------------------------------------------------------- | ------------------------------ | ----------------------------------- | ---------------- | --------- | --- | --------- |
| ja   | Datei hochladen | Marterl Am Steinbühel ID: 1096 HERIS-ID: 110101 Objekt-ID: 127755 | Kleindenkmal                   | Am Steinbühel 1, gegenüber Standort |                  | 1988      | Die ursprünglich möglicherweise nicht zusammengehörigen Steinteile stammen aus dem 16. bis 17. Jahrhundert. Auf dem Granitpfeiler aufgesetzt befindet sich ein Granitwürfel in dem Hinterglasmalereien (signiert Koll 1988) eingelassen sind. |           |
| ja   | Datei hochladen | Arbeitserziehungslager Schörgenhub Gedenkstele ID: 1443           | Antifaschistische Gedenkstätte | Daimlerstraße Standort              |                  | 1990      | Die Steinstele befindet sich an der Ecke Daimlerstraße/Siemensstraße und besteht aus einem quadratischen Sockel mit der Inschrift „nie wieder Krieg nie wieder Faschismus“ sowie einer sich nach oben verjüngende Steinstele auf quadratischem Sockel mit der Inschrift „Zum Gedenken an die Opfer des nationalsozialistischen Arbeitserziehungslagers Schörgenhub. Die Stadt Linz.“ Es wurde auf Initiative des Internationalen Mauthausenkomitees von der Stadt Linz errichtet, von der Firma Wagner in Urfahr produziert und im Herbst des Jahres 1990 enthüllt. Es erinnert an ein Gestapolager, dessen Zustände denen in Konzentrationslagern ähnelten. |           |
| BW   | Datei hochladen | Brunnen Rennerschule „Pinguinbrunnen“ ID: 1755                    | Brunnen                        | Flötzerweg 61 Standort              | Hedwig Schraml   | 1952      | Der Brunnen besteht aus einem kreisförmigen Brunnenbecken aus Granit, wobei am Brunnenrand ein Pinguinpaar balanciert. Der Brunnen ist nicht in Betrieb, sondern bepflanzt. |           |
| ja   | Datei hochladen | Raufende Jungen ID: 1756 HERIS-ID: 109421 Objekt-ID: 127045       | Kunst am Bau                   | Flötzerweg 61 Standort              | Walter Pochlatko | 1954      | Die Bronzeplastik auf einem runden Granitsockel wurde von Walter Pochlatko geschaffen. Sie zeigt zwei nackte, rangelnde Buben. |           |
| BW   | Datei hochladen | Marterl Im Hütterland ID: 1666                                    | Kleindenkmal                   | Im Hütterland 37 Standort           |                  | 1990      | Das Marterl im Garten eines Einfamilienhauses wurde 1990 vom Eigentümer in Auftrag gegeben. Die Bildsäule mit quadratischem Granitsockel, toskanischer Säule und vierseitiger Bildlaterne ist mit einer Steinkugel mit Kreuz bekrönt und zeigt Darstellungen der Maria mit Kind und die Heiligen Christophorus, Florian und Leopold. |           |
| ja   | Datei hochladen | HTL Bauhof ID: 1563                                               | Kunst am Bau                   | Seidelbastweg 26 Standort           |                  | 1966      | Das in dunklen Farben gehaltene Sgraffito besteht aus geometrischen Symbolen, die die Höhere Technische Lehranstalt symbolisieren. Es wurde 1966 vom damaligen Abteilungsvorstandes Kunstgewerbe entworfen und von Schülern ausgeführt. |           |
| ja   | Datei hochladen | „Weltmittelpunkt“ Neue Heimat ID: 1751                            | Kleindenkmal                   | Vogelfängerweg Standort             |                  | 1871      | |           |